# Agnosticismo forte
L'agnosticismo forte o agnosticismo positivo è la posizione filosofica secondo la quale per gli esseri umani l'esistenza o inesistenza di divinità è inconoscibile. È una visione più ampia dell'agnosticismo debole, che sostiene che l'esistenza o inesistenza di divinità sia sconosciuta, ma non inconoscibile.
L'agnosticismo forte viene di solito giustificato sul piano epistemologico sostenendo che l'uomo possa conoscere (empiricamente) soltanto il mondo naturale e quindi non può conoscere niente che esista al di fuori di esso, incluse le divinità. Una critica verso questa giustificazione è che essa sarebbe valida solo per gli esseri soprannaturali, ma per sostenere una tale visione bisognerebbe avere qualche minima conoscenza della natura delle divinità, per cui l'agnosticismo forte cadrebbe in contraddizione.
La comune replica di parte agnostica a tale obiezione è che il proprio punto di vista è invece valido, poiché se la natura (intesa come universo fisico) può essere spiegata in principio nella sua totalità dalle scienze naturali, allora è possibile dedurre logicamente, senza appellarsi ad una diretta conoscenza della natura delle divinità, che la caratteristica fondamentale di ogni divinità è proprio il suo essere soprannaturale.
Dal momento che l'agnosticismo forte riguarda la conoscenza, ma non necessariamente la fede (ma questo dipende da come si definiscono "conoscenza" e "fede"), esso può essere conciliato con il teismo (ad esempio nel fideismo) o con l'ateismo debole. Al contrario non può essere conciliato con l'ateismo forte, poiché l'affermazione di quest'ultimo secondo cui Dio non esiste ignora il problema secondo cui Dio potrebbe esistere ma essere inconoscibile.